# Liste der Fahnenträger der Olympischen Winterspiele 1988
Die Liste der Fahnenträger der Olympischen Winterspiele 1988 führt die Fahnenträger bei der Eröffnungsfeier auf.
Beim Einmarsch der Nationen zogen Athleten aller teilnehmenden Länder in das McMahon Stadium ein. Bei der Eröffnungsfeier wurden die einzelnen Teams von einem Fahnenträger aus den Reihen ihrer Sportler oder Offiziellen angeführt, der entweder von ihrem jeweiligen Nationalen Olympischen Komitee (NOK) oder von den Athleten selbst bestimmt wurde.

## Reihenfolge
Der griechischen Mannschaft wurde traditionell der Platz an vorderster Stelle gewährt, ein Sonderstatus, der aus der Ausrichtung der antiken und ersten Spiele der Moderne in Griechenland herrührt. Die Mannschaft Kanadas marschierte als Gastgebernation zuletzt ein. Die anderen Länder betraten das Stadion in alphabetischer Reihenfolge in der Sprache der Gastgebernation, in diesem Fall Serbokroatisch. Diese Reihenfolge entspricht sowohl der Tradition als auch den Statuten des Internationalen Olympischen Komitees (IOK).

## Liste der Fahnenträger
Nachfolgend führt eine Liste die Fahnenträger der Eröffnungsfeier aller teilnehmenden Nationen auf, sortiert nach der Abfolge ihres Einmarsches. Die Liste ist zudem sortierbar nach ihrem Staatsnamen, nach Mannschaftskürzel, nach Anzahl der Athleten, nach dem Nachnamen des Fahnenträgers und dessen Sportart.

### Nach Nationen
| Abfolge | Nationalmannschaft           | Englischer Name                       | Kürzel | Athleten | Eröffnungsfeier        | Eröffnungsfeier       |
| Abfolge | Nationalmannschaft           | Englischer Name                       | Kürzel | Athleten | Fahnenträger           | Sportart              |
| ------- | ---------------------------- | ------------------------------------- | ------ | -------- | ---------------------- | --------------------- |
| 1       | Griechenland                 | Greece                                | GRE    | 6        | Athanasios Tsakiris    | Skilanglauf           |
| 2       | Andorra                      | Andorra                               | AND    | 4        | Claudina Rossel        | Ski Alpin             |
| 3       | Argentinien                  | Argentina                             | ARG    | 15       | Julio César Moreschi   | Skilanglauf           |
| 4       | Australien                   | Australia                             | AUS    | 19       | Michael Richmond       | Eisschnelllauf        |
| 5       | Österreich                   | Austria                               | AUT    | 81       | Leonhard Stock         | Ski Alpin             |
| 6       | Belgien                      | Belgium                               | BEL    | 1        | Katrien Pauwels        | Eiskunstlauf          |
| 7       | Bolivien                     | Bolivia                               | BOL    | 6        | Guillermo Ávila        | Ski Alpin             |
| 8       | Bulgarien                    | Bulgaria                              | BUL    | 26       | Wladimir Welitschkow   | Biathlon              |
| 9       | Chile                        | Chile                                 | CHI    | 5        | Paulo Oppliger         | Ski Alpin             |
| 10      | China                        | China                                 | CHN    | 13       | Zhang Zhubin           | Eiskunstlauf          |
| 11      | Costa Rica                   | Costa Rica                            | CRC    | 2        | Arturo Kinch           | Ski Alpin Skilanglauf |
| 12      | Zypern                       | Cyprus                                | CYP    | 3        | Karolina Fotiadou      | Ski Alpin             |
| 13      | Tschechoslowakei             | Czechoslovakia                        | TCH    | 60       | Jiří Parma             | Skispringen           |
| 14      | Nordkorea                    | Democratic People’s Republic of Korea | PRK    | 6        | Im Ri-bin              | Eisschnelllauf        |
| 15      | Dänemark                     | Denmark                               | DEN    | 1        | Lars Dresler           | Eiskunstlauf          |
| 16      | BR Deutschland               | Federal Republic of Germany           | FRG    | 90       | Peter Dresler          | Biathlon              |
| 17      | Fidschi                      | Fiji                                  | FIJ    | 1        | Rusiate Rogoyawa       | Skilanglauf           |
| 18      | Finnland                     | Finland                               | FIN    | 53       | Pertti Niittylä        | Eisschnelllauf        |
| 19      | Frankreich                   | France                                | FRA    | 68       | Catherine Quittet      | Ski Alpin             |
| 20      | DDR                          | German Democratic Republic            | GDR    | 53       | Frank-Peter Roetsch    | Biathlon              |
| 21      | Großbritannien               | Great Britain                         | GBR    | 48       | Nick Phipps            | Bob                   |
| 22      | Guam                         | Guam                                  | GUM    | 1        | Judd Bankert           | Biathlon              |
| 23      | Guatemala                    | Guatemala                             | GUA    | 6        | Alfredo Rego           | Ski Alpin             |
| 24      | Ungarn                       | Hungary                               | HUN    | 5        | Attila Tóth            | Eiskunstlauf          |
| 25      | Island                       | Iceland                               | ISL    | 3        | Einar Ólafsson         | Skilanglauf           |
| 26      | Indien                       | India                                 | IND    | 3        | Kishor Rahtna Rai      | Ski Alpin             |
| 27      | Italien                      | Italy                                 | ITA    | 58       | Paul Hildgartner       | Rennrodeln            |
| 28      | Jamaika                      | Jamaica                               | JAM    | 4        | Dudley Stokes          | Bob                   |
| 29      | Japan                        | Japan                                 | JPN    | 48       | Seiko Hashimoto        | Eisschnelllauf        |
| 30      | Südkorea                     | Korea                                 | KOR    | 22       | Hong Kun-pyo           | Skilanglauf           |
| 31      | Libanon                      | Libanon                               | LIB    | 4        | Michael Samen          | Offizieller           |
| 32      | Liechtenstein                | Liechtenstein                         | LIE    | 13       | Andreas Wenzel         | Ski Alpin             |
| 33      | Luxemburg                    | Luxembourg                            | LUX    | 1        | Armand Wagener         | Offizieller           |
| 34      | Mexiko                       | Mexico                                | MEX    | 11       | Ricardo Olavarrieta    | Eiskunstlauf          |
| 35      | Monaco                       | Monaco                                | MON    | 3        | Albert II.             | Bob                   |
| 36      | Mongolei                     | Mongolia                              | MGL    | 3        | Davaagiin Enkhee       | Skilanglauf           |
| 37      | Marokko                      | Morocco                               | MAR    | 3        | Mustapha Naitlhou      | Offizieller           |
| 38      | Niederlande                  | Netherlands                           | HOL    | 11       | Jan Ykema              | Eisschnelllauf        |
| 39      | Niederländische Antillen     | Netherlands Antilles                  | AHO    | 2        | Bart Carpentier Alting | Bob                   |
| 40      | Neuseeland                   | New Zealand                           | NZL    | 9        | Simon Wi Rutene        | Ski Alpin             |
| 41      | Norwegen                     | Norway                                | NOR    | 63       | Oddvar Brå             | Skilanglauf           |
| 42      | Philippinen                  | Philippines                           | PHI    | 1        | Raymund Ocampo         | Rennrodeln            |
| 43      | Polen                        | Poland                                | POL    | 32       | Henryk Gruth           | Eishockey             |
| 44      | Portugal                     | Portugal                              | POR    | 5        | António Reis           | Bob                   |
| 45      | Puerto Rico                  | Puerto Rico                           | PUR    | 9        | Mary Pat Wilson        | Ski Alpin             |
| 46      | Rumänien                     | Romania                               | ROM    | 11       | Costel Petrariu        | Bob                   |
| 47      | San Marino                   | San Marino                            | SMR    | 5        | Nicola Ercolani        | Ski Alpin             |
| 48      | Spanien                      | Spain                                 | ESP    | 12       | Ainhoa Ibarra          | Ski Alpin             |
| 49      | Schweden                     | Sweden                                | SWE    | 68       | Thomas Wassberg        | Skilanglauf           |
| 50      | Schweiz                      | Switzerland                           | SUI    | 67       | Michela Figini         | Ski Alpin             |
| 51      | Chinesisch Taipeh            | Chinese Taipei                        | TPE    | 13       | Chen Chin-san          | Bob                   |
| 52      | Türkei                       | Turkey                                | TUR    | 8        | Abdullah Yılmaz        | Skilanglauf           |
| 53      | Sowjetunion                  | Union of Soviet Socialist Republics   | URS    | 102      | Andrei Bukin           | Eiskunstlauf          |
| 54      | Vereinigte Staaten           | United States of America              | USA    | 117      | Lyle Nelson            | Biathlon              |
| 55      | Amerikanische Jungferninseln | Virgin Islands                        | ISV    | 6        | Seba Johnson           | Ski Alpin             |
| 56      | Jugoslawien                  | Yugoslavia                            | YUG    | 22       | Bojan Križaj           | Ski Alpin             |
| 57      | Kanada                       | Canada                                | CAN    | 113      | Brian Orser            | Eiskunstlauf          |

### Nach Sportarten
| Sportart              | Nationen | Anzahl |
| --------------------- | --- | ------ |
| Biathlon              | Bulgarien BR Deutschland DDR Guam Vereinigte Staaten | 5      |
| Bob                   | Chinesisch Taipeh Großbritannien Jamaika Niederländische Antillen Monaco Portugal Rumänien                                                                                               | 7      |
| Eishockey             | Polen | 1      |
| Eiskunstlauf          | Belgien China Dänemark Kanada Mexiko Sowjetunion Ungarn | 7      |
| Eisschnelllauf        | Australien Finnland Japan Niederlande Nordkorea | 5      |
| Nordische Kombination | – | 0      |
| Rennrodeln            | Italien Philippinen | 2      |
| Ski Alpin             | Amerikanische Jungferninseln Andorra Bolivien Chile Costa Rica Frankreich Guatemala Indien Jugoslawien Liechtenstein Neuseeland Österreich Puerto Rico San Marino Spanien Schweiz Zypern | 17     |
| Skilanglauf           | Argentinien Costa Rica Fidschi Griechenland Island Mongolei Norwegen Schweden Südkorea Türkei                                                                                            | 10     |
| Skispringen           | Tschechoslowakei | 1      |
| Offizieller           | Libanon Luxemburg Marokko | 3      |